# Eloy Teno
Eloy Teno Díaz (El Viso, Córdoba, Andalucía, 1948 - Campo de Criptana, 2012) es un escultor y artista español.
Trabajador del hierro y del acero corten, su obra es, fundamentalmente, de temática cervantina, destacando sus personales interpretaciones de la figura de El Quijote, aunque a lo largo de su trayectoria artística trabaja múltiples temas, así como muy diversos formatos. Escultor figurativo también hace incursiones en la abstracción. 
Desde los años 70 tiene su taller en Campo de Criptana (Ciudad Real) y su obra ha sido expuesta en numerosas salas de España y de otros países, como Francia o México.

## Biografía

### Inicios y llegada a Campo de Criptana
Eloy Teno nació en El Viso (Córdoba, Andalucía) en 1948. De formación autodidacta se interesó desde niño por el trabajo del hierro y otros materiales, como el acero, cuando a los diez años tubo que dejar la escuela para trabajar en una fragua. 
Ya en los años 60 empezó a esculpir en el taller mecánico en el que trabajaba en Madrid, moldeando piezas con chapas o con piezas desechadas de motores. Y en la década de los 70 se instaló en Campo de Criptana (Ciudad Real), donde entró en contacto con el ambiente cultural y artístico local y regional y, además de esculpir, empezó también a dibujar y a pintar.
De este modo, en Campo de Criptana: recibió el premio regional de pintura (1982),  participó en sus primeras exposiciones colectivas (1983 y 1988) y realizó su primera exposición individual con un notable éxito (1985). Asimismo colaboró en publicaciones culturales de ámbito local, como “Cosas de aquí”.
En 1991 creó la Cueva Mambrino, aún en activo, junto al también artista Andrés Escribano, como proyecto de arte contemporáneo que utiliza una casa cueva en la sierra de los molinos de Campo de Criptana como centro de creación e investigación artística. Fruto de esta iniciativa realizaron una primera exposición “Prehistoria y Vanguardia” en Ciudad Real (1992), a la que siguieron otras como la celebrada en Calahorra en 1997.

### Taller-Estudio y Exposición permanente
El éxito alcanzado en sus primeras exposiciones y en las realizadas posteriormente, así como los primeros encargos recibidos, hicieron que Eloy Teno, en esta época, dejara su trabajo de mecánico y se dedicara por completo a la escultura. De esta manera, en 1998 creó su propio Taller-Estudio en Campo de Criptana, donde trabajaba, y que es a la vez exposición permanente de sus obras. Su hijo José María Teno trabaja también en su taller, pero con su propia línea creativa.
En 2005 y 2006 su obra fue protagonista de dos importantes exposiciones itinerantes: 
- “Treinta son mejor que uno”. Exposición individual itinerante, organizada por la empresa pública Quijote 2005, que recorrió las principales salas de arte de Castilla-La Mancha y cuya propuesta expositiva giraba en torno a 30 esculturas de Eloy Teno sobre la figura del Quijote.

- Y exposición colectiva en diversas salas de Francia, también con esculturas de temática cervantina de Eloy Teno.

En 2007 expuso en el Museo Iconográfico del Quijote, en Guanajuato (México), junto a pinturas de Gregorio Prieto, en el marco del XVIII Coloquio Cervantino Internacional; volviendo a exponer aquí en 2008, esta vez dentro de los actos celebrados con motivo del XIX Coloquio Cervantino Internacional.
Ha sido galardonado con el Premio Regional de Artesanía 2010

## Técnica
El principal material utilizado por Eloy Teno en sus esculturas es el acero corten, cuyo color característico y cualidades químicas han sido y siguen siendo muy valoradas por escultores de la talla de Eduardo Chillida, Josep Plandiura o Richard Serra, que lo han utilizado frecuentemente en sus obras. 
Asimismo trabaja el hierro, a través de la forja, esculpiendo mediante el fuego y el martillo; y otros materiales, como el zinc o el cobre. También hace uso del reciclaje de materiales.
En su obra es posible encontrar esculturas de múltiples formatos. Y si bien trabaja escultura de bulto redondo, especialmente figuras de cuerpo entero, también realiza relieves, en forma de murales, así como grupos o conjuntos escultóricos. 
Caracterizada su obra por la figuración también hace incursiones en la abstracción, dentro de una abstracción geométrica.

## Obras más destacadas
Realizadas en acero corten y con una altura de entre 2 y 5 metros, las obras más destacadas de Eloy Teno son:
- 1995. “El Quijote”. Campo de Criptana.
- 1996. “Cristo Metálico”. Campo de Criptana.
- 1997. “El Quijote”. Albacete.
- 2001. “Quijote y Dulcinea”. Quero.
- 2002. “Quijote”. La Roda.
- 2002. “Caballo”. Consuegra.
- 2002. Murales. Estación de ferrocarril. Alcázar de San Juan.
- 2003. “Quijote”. Sede de Baloncesto. Alcázar de San Juan.
- 2003. Composición de Molino. Hotel “El Molino”. Alcázar de San Juan.
- 2004. “Quijote”. Laguna del Rey. Ruidera.
- 2004. “Quijote”. Guadalajara.
- 2004. “Quijote”. El Viso de los Pedroches.
- 2005. “Quijote y Sancho”. Villarrubia de los Ojos.
- 2005. “Composición de Dulcinea en homenaje a la mujer torralbeña”. Torralba de Calatrava.
- 2005. “Monumento a la Semana Santa”. Campo de Criptana.
- 2006. “Monumento al ganchero”. Cuenca.
- 2006. “Monumento a la vendimiadora”. Puebla de Almoradiel.
- 2007. “Podador con cepa”. Socuellamos.
- 2007. “Campesino”. Puebla de Almoradiel.

## Principales exposiciones
- 1992. “Prehistoria y Vanguardia”. Sala de Exposiciones del Excmo. Ayto. de Ciudad Real.
- 1997. Diputación Provincial de Guadalajara. Guadalajara.
- 1997. “Cueva Mambrino”. Calahorra.
- 1997. Colectiva pintura y escultura de Castilla-La Mancha. Palacio del Infantado. Guadalajara.
- 1997. Sala Caja Castilla-La Mancha. Albacete.
- 1998. Galería Jacomart. Madrid.
- 1999. Sala Malvasía. Pedro Muñoz.
- 2000 y 2005. Museo Municipal.  Alcázar de San Juan.
- 2003. “Quijote, fierro y luz”. Sala de exposiciones de la cámara de comercio. Toledo.
- 2005. “Sala Agustín Úbeda”. Herencia.
- 2005.  Teatro-auditorio municipal. Tomelloso.
- 2005. Exposición colectiva itinerante. Francia. “Sala Raymon Planfor” de Orthez; Sala de exposiciones “Revo” de Oloron; Palacio de Congresos de Lourdes; y Sala de exposiciones del Ayuntamiento de Tarbes.
- 2005-2006. Exposición itinerante “Treinta son mejor que uno”. Castilla-La Mancha. Centro cultural “Cecilio Muñoz Fillol” de Valdepeñas; Delegación de la JCCM de Ciudad Real; “Patio de la Alhóndiga” de Villanueva de los Infantes; Instituto de Ossa de Montiel; “Iglesia del Salvador” de Toledo; “Fábrica de Harinas” de Albacete; “Museo comarcal” de Hellín; Museo-biblioteca de Villarrobledo; y Biblioteca de Guadalajara.
- 2005-2006. Exposición en Galería “Arte y Art Gallery”. Madrid.
- 2007-2008. Exposición en Coloquio Cervantino Internacional. Guanajuato. México.

En Campo de Criptana ha celebrado varias exposiciones individuales: 1985;  “Esculturas en hierro” (1993); “Denominación de Origen” (1998); “Murales” (2007). Y ha participado en varias colectivas (1983 y 1988, entre otras).

## Críticas
Sobre él han escrito personalidades como Valentín Arteaga, José González Lara, José González Ortiz, Miguel Ángel Mellado, Joaquín Muñoz Coronel, Luis Hernández del Pozo o Julián Díaz Sánchez.